# سوق السرايرية (صفاقس)
سوق السرايرية واحد من أسواق مدينة صفاقس العتيقة.

## موقعه
كان السوق موجودا بسوق الحدادين.

## اختصاصه
اختص سوق السرايرية في صناعة و تجارة عقب البندقية التي كانت تسمى بالسرير باللغة المحلية و منها اشتق اسم السوق.